# Worms Ultimate Mayhem
Worms Ultimate Mayhem — видеоигра серии Worms в жанре пошаговая стратегия, разработанная и изданная компанией Team17 в 2011 году для игровых консолей Xbox 360, PlayStation 3 и для PC-совместимых компьютеров в сервисах цифровой дистрибуции Xbox Live Arcade, PlayStation Network и Steam соответственно. Локализацией Worms: Ultimate Mayhem в России занималась компания «1С-СофтКлаб», и была выпущена под названием «Worms: Убойные разборки». В 2012 году для ПК-версии было выпущено издание Worms Ultimate Mayhem Deluxe Edition.
Worms Ultimate Mayhem является совмещением двух других игр серии — Worms 3D и Worms 4: Mayhem. Аналогично другим играм серии игрок управляет командой червей и с помощью арсенала вооружения уничтожает другие команды. В игре заимствованы такие особенности, как бинокль из Worms 3D, позволяющий издалека оценивать обстановку, и фабрика оружия из Worms 4: Mayhem, позволяющая создавать своё собственное оружие. При этом в игру были добавлены новые игровые карты, особенности и улучшения.
Разработка Worms Ultimate Mayhem началась в 2011 году. Командой было принято решение создать трёхмерную игру с особенностями предыдущих частей серии и различными улучшениями. Впоследствии для проекта был выпущен дополнительный контент, расширяющий возможности настроек. Worms Ultimate Mayhem получила разносторонние отзывы от критиков. Многим обозревателям не понравилось управление камерой и низкий интеллект противников, но при этом игру хвалят за хорошую графику и многопользовательский режим.

## Игровой процесс

Игра в режиме «Состязание». Worms Ultimate Mayhem является совмещением таких игр серии, как Worms 3D и Worms 4: Mayhem, но были заметно улучшены графика и звук

Worms Ultimate Mayhem выполнена в трёхмерной графике. Суть игрового процесса такая же, как и в других играх серии Worms, — игрок управляет командой червей (до шести червяков в каждой команде) и с помощью различного оружия уничтожает вражеские команды. У каждого червя над головой указаны очки здоровья. При уменьшении этих очков до нуля червяк погибает. Также червь погибает, если падает в воду. При этом сражения проходят в пошаговом виде: после каждого выстрела червяка какой-либо команды или окончания времени хода наступает очередь другой команды. В редакторе стилей можно настраивать количество очков жизни червяков или отключить урон от оружия вовсе. В игре действует система достижений.
В арсенале оружия представлены базуки, гранаты, овцы, банановые бомбы и многое другое. Подбирать в бою оружие и приспособления можно в ящиках, периодически падающих с неба. Также новое оружие можно купить в магазине за монеты, заработанные в режиме кампании. В редакторе стилей игры можно настроить количество, задержку и появление в ящиках того или иного оружия. Кроме того, в игре предусмотрена фабрика оружия из Worms 4: Mayhem, с помощью которой можно создавать своё собственное оружие. Игровые карты в Ultimate Mayhem полностью разрушаемые. В зависимости от мощности оружия ландшафт может сильно или слабо повреждаться. На картах могут встречаться бочки с нефтью, мины и оружейная фабрика, которая время от времени выбрасывает новые мины; последние могут просто взрываться, выпускать отравляющий червей газ или разлетаться на наносящие повреждения ландшафту и червякам осколки. Игровые карты представлены в таких темах, как Дикий Запад, индустриальная промышленность, средневековье, арабские страны и доисторический мир.
В игре представлен режим кампании, включающий в себя миссии из игр Worms 3D и Worms 4: Mayhem. В кампании из Worms 4: Mayhem присутствует сюжетная линия, повествующая о путешествии во времени профессора Червивля и студентов, выполняющих его задания и, позже, пытающихся предотвратить коварные замыслы профессора. За победу в миссиях игрок получает монеты, которые можно потратить в магазине на новое оружие, игровые карты и одежду для червей. Если пройти миссию за требуемое время, игрок, кроме большего количества монет, получает новые карты, одежду для червей, оружие и бонусы в виде концепт-артов и видеороликов. Кроме кампании, в игре есть следующие режимы: «Быстрая игра», в которой игровые карты и червяки выбираются случайным образом; «Учения», где игрок обучается основам игры; «Состязание», в котором игрок сам выбирает команды, ландшафт и стиль игры; «Испытания», где представлены задания на время, за выполнение которых открываются новые карты, одежда для червей и оружие.
В Worms Ultimate Mayhem присутствует многопользовательская игра, поддерживающая до четырёх игроков. В сетевой игре на выбор представлены такие режимы, как «Бой без правил», «Дом родной» и «Защита статуи». В первом режиме необходимо уничтожить всех вражеских червей. В режиме «Дом родной» каждая команда начинает игру в своей крепости, а цель та же, что и в «Бое без правил», — уничтожить вражеских червей. В режиме «Защита статуи» необходимо защитить свою статую и уничтожить вражеские. Эти режимы также представлены в одиночной игре в «Состязаниях».

## Разработка и выход игры
Игра была анонсирована 27 июля 2011 года, когда компания Team17 опубликовала первую информацию о ней. По словам разработчиков, Worms Ultimate Mayhem будет представлять собой совмещение игр Worms 3D и Worms 4: Mayhem, но при этом в её состав войдут «новые головоломки, миссии, оружие, червячки и способы кастомизации». Также, по их словам, в разрабатываемой игре будут устранены технические ошибки прошлых игр, полностью переработано управление камерой, графика будет соответствовать современным требованиям. Разработчики хотели создать такую трёхмерную игру серии Worms, которая, в отличие от Worms 3D и Worms 4: Mayhem, смогла бы удовлетворить игроков и порадовать куда более лучшей реализацией игрового процесса и управления в трёхмерной графике.
15 сентября 2011 года стало известно, что новая часть серии будет локализована в России компаниями «1С-СофтКлаб» и Snowball Studios и будет издана под названием «Worms: Убойные Разборки». По заявлению компаний, проект будет полностью переведён на русский язык. Через два дня был представлен новый трейлер «Worms: Убойные Разборки». 27 сентября был выпущен следующий трейлер игры, дающий представление о миссиях в одиночном режиме игры. 29 сентября вышел трейлер об оружии и одежде червяков в игре. Музыкальное сопровождение Worms Ultimate Mayhem представлено ремиксами музыки, использовавшейся в играх Worms 3D и Worms 4: Mayhem. Над ремиксами работали композиторы Джей Уотерс и Оливер Вуд. 31 октября 2013 года саундтрек игры стал доступен для покупки в сервисе Humble Bundle.
Изначально Worms Ultimate Mayhem должна была выйти 21 сентября, однако позднее релиз игры был перенесён на 28 сентября. Выпуск состоялся в сервисах Steam и Xbox Live Arcade для платформ Windows и Xbox 360 соответственно. На персональные компьютеры также вышла физическая копия на DVD-дисках на территории России от компании «1С-СофтКлаб». Релиз игры для PlayStation 3 был перенесён по неизвестным причинам. 4 февраля 2012 года компания Team17 объявила, что релиз Worms Ultimate Mayhem в сервисе PlayStation Network состоится 14 февраля в Северной Америке и 15 февраля в Европе. Впоследствии для Worms Ultimate Mayhem был выпущен дополнительный контент (DLC): «Multiplayer Pack», «Single Player Pack» и «Customisation Pack», включающие в себя новые игровые карты, миссии и достижения. Эти дополнения позднее были включены в издание Worms Ultimate Mayhem Deluxe Edition, выпущенное 25 мая 2012 года в европейском регионе в Steam. 31 августа 2012 года игра вошла в состав сборника Worms Collection для PlayStation 3 и Xbox 360.

## Оценки и мнения
| Сводный рейтинг       | Сводный рейтинг                           |
| Агрегатор             | Оценка                                    |
| --------------------- | ----------------------------------------- |
| GameRankings          | 63,50 % (PC) 57,53 % (X360) 57,50 % (PS3) |
| Metacritic            | 66/100 (PC) 62/100 (PS3) 59/100 (X360)    |
| Иноязычные издания    |                                           |
| Издание               | Оценка                                    |
| AllGame               | (PC)                                      |
| Destructoid           | 5/10 (X360)                               |
| GamePro               | (X360)                                    |
| GameRevolution        | B (X360)                                  |
| GameSpot              | 6/10 (X360)                               |
| OXM                   | 6/10 (X360)                               |
| Play (UK)             | 8/10 (PS3)                                |
| TeamXbox              | 6,2/10 (X360)                             |
| XboxAddict            | 5,3/10 (X360)                             |
| Русскоязычные издания |                                           |
| Издание               | Оценка                                    |
| StopGame.ru           | проходняк                                 |

Worms Ultimate Mayhem получила смешанные отзывы от критиков. На сайте Metacritic игра имеет среднюю оценку 66 баллов для версии на PC, 62 балла — для PlayStation 3 и 59 баллов — для Xbox 360. Похожая статистика опубликована на GameRankings — 63,50 % для ПК, 57,53 % для Xbox 360 и 57,50 % для PS3. Из достоинств игры критики выделяли графику, звук и многопользовательский режим, но среди недостатков многие обозреватели часто называли камеру, управление и низкий искусственный интеллект противников.
Рецензент из Game Revolution поставил игре ранг «B». Из достоинств были упомянуты большое количество игровых настроек и режим кампании, однако, по мнению критика, игра «не ушла в лучшую сторону по сравнению с оригиналами». Визуальная составляющая была оценена неоднозначно. Хотя переход в 3D приносит игре такие минусы, как неудобная система камер и управление, качество графики обозреватель оценил положительно. Критик, однако, заметил: «Для тех, кто любит игры серии с 1995 года, Ultimate Mayhem может показаться большим разочарованием».
Критик Бриттон Пил из GameSpot поставил Ultimate Mayhem 6 баллов из 10. Среди положительных сторон игры была отмечена улучшенная графика, множество настроек и интересный многопользовательский режим. Однако среди недостатков Пил назвал неудобную камеру и управление. Критике подвергся также интеллект врагов, названный «некомпетентным». К прочим минусам были отнесены долгое время загрузок и неудобная навигация по меню. «Вероятно, вы будете считать лучшими 2D игры серии, особенно если имеете с ней опыт», — заявил рецензент.
Обозреватель из Destructoid Ян Бондс оценил проект в 5 баллов из 10. Критик отметил отсутствие значительных улучшений и нововведений. Помимо этого, рецензент раскритиковал игру за глупый искусственный интеллект, длинные и скучные миссии, а трёхмерную графику назвал главным недостатком игры. По словам обозревателя, «вид камеры, даже от первого лица, не позволяет тщательно прицелиться». В своё итоге Бондс заявил: «Как поклонник серии, я бы хотел получать от Ultimate Mayhem удовольствие, но недостатки удерживают игру вдалеке от вершины пошаговых стратегий».
Брент Робертс из XboxAddict поставил оценку в 5,3 балла из 10 возможных. Говоря о достоинствах, обозреватель отметил большое разнообразие в настройках червяков. Однако остальные аспекты игры были подвергнуты критике. Управление камерой было названо «неуклюжим» и не дающим нормально проходить игру. К недостаткам был также отнесён интеллект соперников, которые могут метко стрелять с влиянием ветра или же, наоборот, промазать без него. «Игра не может оправдать покупку ни на какую сумму, кроме как бесплатно», — заключил Робертс.
Андрей Маковеев из российского издания StopGame.ru присудил игре оценку «проходняк», раскритиковав камеру, управление и скучную одиночную игру. По словам рецензента, «уже на середине прохождения челюсть начинает сводить от зевоты». Критике также подверглись различные технические проблемы. Говоря про интеллект врагов, обозреватель отметил, что «от несмышленышей можно ожидать любой выходки». Из плюсов рецензент выделил графику, весёлые шутки червячков и многопользовательский режим, однако было отмечено, что сыскать игроков довольно проблематично.
Летом 2018 года, благодаря уязвимости в защите Steam Web API, стало известно, что точное количество пользователей сервиса Steam, которые играли в игру хотя бы один раз, составляет 486 841 человек.